# HolyHell (musikalbum)
HolyHell är det amerikanska symphonic power metal-bandet HolyHells första studioalbum, utgivet 26 juni 2009 av skivbolaget Magic Circle Music.

## Låtlista
1. "Wings of Light" (Maria Breon / Joey DeMaio / Francisco Palomo) – 5:03
2. "Prophecy" (Maria Breon / Francisco Palomo) – 4:54
3. "Revelations" (Maria Breon / Francisco Palomo) – 5:47
4. "Eclipse" (Joey DeMaio / David Feinstein) – 5:32
5. "The Fall" (Maria Breon / Francisco Palomo) – 5:48
6. "Angel of Darkness" (Maria Breon / Francisco Palomo / Joe Stump) – 6:26
7. "Holy Water" (Maria Breon / Joe Stump) – 5:12
8. "Mephisto" (Instrumental) (Francisco Palomo) – 3:59
9. "Gates of Hell" (Maria Breon / Francisco Palomo / Joe Stump) – 5:45
10. "Resurrection" (Godgory-cover) (Erik Andersson / Fredrik Olsson) – 6:30
11. "Last Vision" (Joey DeMaio / Manuel Staropoli) – 5:40
12. "Apocalypse" (Joey DeMaio / Manuel Staropoli) – 4:05
13. "Armageddon" (Maria Breon / Francisco Palomo) – 6:12

## Medverkande
Musiker (HolyHell-medlemmar)
- Maria Breon – sång
- Joe Stump – gitarr
- Jay Rigney – basgitarr
- Rhino (Kenny Earl Edwards) – trummor
- Francisco Palomo – keyboard

Bidragande musiker
- Lauren Piccaro-Hoerbelt – bakgrundssång (spår 12)
- Mark Hoerbelt – bakgrundssång (spår 12)

Produktion
- Joey DeMaio – producent, ljudtekniker
- Dirk Kloiber – ljudtekniker
- Makis Kyrkos – assisterande ljudtekniker
- Francisco Palomo – assisterande ljudtekniker
- Ronald Prent – ljudmix
- Darcy Proper – mastering
- Jan Yrlund – omslagsdesign
- Peter Maus – omslagsdesign
- Ken Kelly – omslagskonst
- Guido Karp – foto